# Socjalistyczna Prowincja Autonomiczna Kosowo
Socjalistyczna Autonomiczna Prowincja Kosowo (serb.-chorw. Социјалистичка Аутономна Покрајина Косово / Socijalistička Autonomna Pokrajina Kosovo) – była prowincją autonomiczną wchodzącą w skład SR Serbii w ramach Socjalistycznej Federalnej Republiki Jugosławii. Stolica mieściła się w Prisztinie. Prowincja graniczyła z SR Macedonii, centralną częścią SR Serbii, SR Czarnogóry oraz z Albanią. Istniała od 1963 do 1990 roku.
Jej prekursorem był Autonomiczny Dystrykt Kosowo i Metochia, istniejący do 1963 roku, w którym to podniesiono jego rangę na Autonomiczna Prowincja Kosowo i Metochia. W 1974 roku dodano do nazwy przymiotnik socjalistyczna: Socjalistyczna Autonomiczna Prowincja Kosowo. W 1989 roku przywrócono nazwę z lat 1963-1974.